# Vương Dung
Vương Dung (giản thể: 王镕; phồn thể: 王鎔; bính âm: Wáng Róng, 877?-921), là một quân phiệt vào cuối thời nhà Đường và sau trở thành người cai trị duy nhất của nước Triệu thời Ngũ Đại Thập Quốc.
Thời Đường, Vương Dung thoạt đầu đã cố gắng thể hiện sự độc lập bên cạnh các quân phiệt hùng mạnh Chu Toàn Trung và Lý Khắc Dụng, song sau đã buộc phải quy phục Chu Toàn Trung, mặc dù ông vẫn cai quản lãnh địa của mình tương đối độc lập. Sau khi Chu Toàn Trung xưng đế và lập ra nhà Hậu Lương, Vương Dung tiếp tục là một chư hầu và được phong tước Triệu vương. Sau đó, khi hoàng đế Hậu Lương cố gắng dùng vũ lực để đoạt lấy đất Triệu, Vương Dung đã ly khai khỏi Hậu Lương và quay sang liên kết với Tấn vương Lý Tồn Úc. Năm 921, con nuôi Vương Đức Minh đã tiến hành chính biến, lật đổ và giết chết Vương Dung.

## Thân thế
Vương Dung có lẽ sinh năm 877. Khi đó, cha Vương Cảnh Sùng của ông giữ chức Thành Đức tiết độ sứ (trị sở nay thuộc Thạch Gia Trang, Hà Bắc)- chức vụ này do gia tộc họ Vương nắm giữ từ thời cụ của Vương Cảnh Sùng là Vương Đình Thấu. Mẹ của Vương Dung là Hà thị- không rõ bà là chính thất hay tiểu thiếp của Vương Cảnh Sùng, song bà được mô tả là hiền đức và nghiêm khắc trong việc răn dạy Vương Dung.
Vương Cảnh Sùng qua đời vào năm 883, các binh sĩ của Thành Đức quân ủng hộ tiết độ phó sứ Vương Dung (khi đó mới 10 tuổi âm) làm 'lưu hậu'. Đường Hi Tông sau đó đã sớm công nhận Vương Dung là lưu hậu, trong cùng năm chính thức bổ nhiệm Vương Dung là tiết độ sứ.

## Thời Đường

### Liên kết với Lữ Long quân
Thời điểm đó, Đại Đường đã rơi vào tình trạng rối loạn, các tiết độ sứ tiến công và chiếm đất của nhau. Một trong số các tiết độ sứ hùng mạnh nhất khi đó là Hà Đông tiết độ sứ Lý Khắc Dụng. Láng giềng của Vương Dung là Nghĩa Vũ tiết độ sứ Vương Xử Tồn liên kết với Vương Khắc Dụng. Cả Vương Dung và Lữ Long tiết độ sứ Lý Khả Cử đều lo sợ trước sức mạnh ngày càng tăng của Lý Khắc Dụng và do đó khinh miệt Vương Xử Tồn trước việc ông ta liên kết với Lý Khắc Dụng. Do đó, Thành Đức quân và Lư Long quân đã liên minh chống lại Vương Xử Tồn, dự tính sẽ tiêu diệt Vương Xử Tồn và chia hai châu Định và Dịch của Nghĩa Vũ quân. Sau khi thuyết phục Đại Đồng tiết độ sứ Hách Liên Đạc tiến công Lý Khắc Dụng để Lý Khắc Dụng không thể đem quân đến cứu viện Vương Xử Tồn, họ phát động tiến công vào năm 885, thuộc cấp của Lý Khả Cử là Lý Toàn Trung tiến công Dịch châu còn quân của Vương Dung tiến công Vô Cực. Sau đó, khi Lý Khắc Dụng phái Khang Quân Lập đi cứu viện Vương Xử Tồn, Vương Dung đã triệt thoái, còn Lý Toàn Trung sau khi chiếm được Dịch châu thì lại để mất khi Vương Xử Tồn phản công. Lý Toàn Trung do lo sợ sẽ bị Lý Khả Cử trừng phạt nên đã đưa quân tiến công thủ phủ U châu của Lư Long quân. Lý Khả Cử thấy tình thế vô vọng nên đã tự sát, Lý Toàn Trung chiếm được Lư Long quân.
Sau đó, cả Vương Dung và người kế nhiệm Lý Toàn Trung là Lý Khuông Uy vẫn là địch thủ của Lý Khắc Dụng, và đến năm 890, khi Đường Chiêu Tông tuyên bố tổng tiến công chống Lý Khắc Dụng dưới quyền thống soái của Trương Tuấn, Vương Dung được phong là đông diện chiêu thảo sứ còn Lý Kuông Uy là bắc diện chiêu thảo sứ. Tuy nhiên, Vương Dung cũng như Ngụy Bác tiết độ sứ La Hoằng Tín thì xem Hà Đông quân là đối trọng với triều đình nên từ chối đóng góp binh sĩ và hậu cần cho chiến tranh, góp phần khiến cho Trương Tuấn chiến bại trước Lý Khắc Dụng.
Năm 891, sau khi đánh bại quân triều đình, Lý Khắc Dụng quyết định tiến công Thành Đức quân, thoạt đầu chiếm được ưu thế. Lý Khuông Uy đem quân đến cứu viện Vương Dung, Lý Khắc Dụng cho quân triệt thoái. Khi Lý Khuông Uy và Vương Dung hợp binh tiến công Nghiêu Sơn do Hà Đông quân kiểm soát vào mùa xuân năm 892, họ đã chiến bại trước thuộc hạ của Lý Khắc Dụng là Lý Tự Huân (李嗣勳). Sau đó, Lý Khắc Dụng và Vương Xử Tồn cùng hợp binh tiến công Vương Dung, thoạt đầu họ giành được thắng lợi, song sau đó Vương Dung đã đẩy lui liên quân này. Sau đó, Đường Chiêu Tông phái sứ giả đến để hoà giải tranh chấp giữa bốn quân, song không có kết quả.
Tuy nhiên, trận chiến Nghiêu Sơn đã giúp Vương Dung có thêm sự ủng hộ trong một thời gian ngắn, do trước khi phái Lý Tự Huân, Lý Khắc Dụng đã lệnh cho hai con nuôi là Hình-Minh-Từ châu lưu hậu Lý Tồn Hiếu và Lý Tồn Tín đi giải vây Nghiêu Sơn. Tuy nhiên, do Lý Tồn Hiếu và Lý Tồn Tín lại tranh chấp với nhau nhằm được Lý Khắc Dụng sủng ái, họ không hiệp đồng tốt và không tiến quân, buộc Lý Khắc Dụng phái cử Lý Tự Huân đi thay. Lý Tồn Tín sau đó đã cáo buộc Lý Tồn Hiếu bí mật liên lạc với Vương Dung và Tuyên Vũ tiết độ sứ Chu Toàn Trung. Lý Tồn Hiếu tức giận trước cáo buộc của Lý Tồn Tín nên đã ly khai Lý Khắc Dụng và liên minh với Vương Dung và Chu Toàn Trung. Sau đó, khi Lý Khắc Dụng tiến công Lý Tồn Hiếu vào mùa xuân năm 893, Vương Dung đã đến cứu viện Lý Tồn Hiếu, song sau đó quân của ông chiến bại. Đến khi Lý Khắc Dụng tiến công thủ phủ Trấn châu của Thành Đức quân, Lý Tồn Hiếu đã đến cứu viện Vương Dung, song Lý Khắc Dụng vẫn tiếp tục tiến công. (Vương Dung cũng cầu viện Chu Toàn Trung, song Chu Toàn Trung khi đó đang tiến hành chiến dịch chống lại Cảm Hóa tiết độ sứ Thì Phổ và không thể đến cứu viện.) Đến khi Lý Khuông Uy kéo quân từ Lữ Long đến, Lý Khắc Dụng mới triệt thoái.
Tuy nhiên, trong khi Lý Khuông Uy không có mặt tại Lữ Long, Lý Khuông Trù đã phát động binh biến tại U châu và đoạt lấy quyền kiểm soát Lư Long quân. Khi hay tin về cuộc binh biến, hầu hết quân sĩ đã bỏ rơi Lý Khuông Uy và chạy về U châu. Lý Khuông Uy ban đầu thượng biểu cho Đường Chiêu Tông để được đến Trường An phụng sự, tuy nhiên Vương Dung do biết ơn nên đã nghênh đón Lý Khuông Uy trở về Trấn châu, xây phủ đệ cho Lý Khuông Uy và tôn vinh Lý Khuông Uy là cha.
Lý Khuông Uy đã giúp Vương Dung củng cố thành trì và huấn luyện binh sĩ. Tuy nhiên, Lý Khuông Uy lại có ý đồ muốn đoạt lấy Thành Đức quân nên vào năm 893, trong ngày giỗ phụ mẫu của Lý Khuông Uy, khi Vương Dung đang ở trong phủ đệ của Lý Khuông Uy để dự lễ, Lý Khuông Uy đã lệnh cho binh sĩ cố gắng bắt giữ Vương Dung. Vương Dung đã phản ứng một cách nhanh chóng, tuyên bố rằng mình sẵn sàng chuyển giao quyền kiểm soát quân cho Lý Khuông Uy song nên làm điều này một cách cách chính thức trong công cộng phủ. Lý Khuông Uy chấp thuận, và họ cùng cưỡi ngựa nhập phủ, các binh sĩ của Lý Khuông Uy hộ tống. Trên đường, một trong các binh sĩ Thành Đức là Mặc Quân Hòa (墨君和) đã ẩn trong một góc rồi tóm lấy Vương Dung và đưa ông ra khỏi đội quân của Lý Khuông Uy. Các đội quân còn lại của Thành Đức nhận thấy Vương Dung đã ra khỏi cảnh hiểm nguy nên đã tiến công và đồ sát Lý Khuông Uy cùng quân lính của người này, Vương Dung đoạt lại Thành Đức. (Tuy nhiên, điều này đã chấm dứt liên minh giữa Thành Đức và Lữ Long, do Lý Khuông Trù tuyên bố rằng sẽ báo thù cho cái chết của Lý Khuông Uy, rồi sau đó tiến công Thành Đức song không thành công.)

### Cai trị độc lập
Gần như ngay lập tức sau khi Lý Khuông Uy chết, Vương Dung lại cố gắng cứu viện Lý Tồn Hiến- đang bị Lý Khắc Dụng bao vây tại Hình châu (邢州). Tuy nhiên, Vương Dung đã bị Lý Khắc Dụng đánh bại, và trong lo sợ, Vương Dung quay sang hợp binh với Lý Khắc Dụng tiến công Lý Tồn Hiếu và cho đưa lương thực đến cho quân của Lý Khắc Dụng. Năm 894, Lý Tồn Hiếu buộc phải đầu hàng, Lý Khắc Dụng giành lại Hình-Minh-Từ châu.
Năm 895, Đường Chiêu Tông ban cho Vương Dung chức vụ mang tính danh dự là Thị trung.
Năm 897, cuộc tiến công của Phượng Tường tiết độ sứ Lý Mậu Trinh đã buộc Đường Chiêu Tông phải chạy khỏi kinh thành Trường An để đến Khuông Quốc do Hàn Kiến cai quản, Lý Khắc Dụng muốn bắt đầu một chiến dịch nhằm cần vương nên đã viết thư cho Vương Dung và người kế nhiệm Vương Xử Tồn là Vương Cáo để thỉnh cầu họ đóng góp, song không có ghi chép về phản ứng của Vương Dung. Lý Khắc Dụng sau đó buộc phải từ bỏ chiến dịch khi Lữ Long tiết độ sứ Lưu Nhân Cung ly khai và cai quản độc lập. Sau đó, vào năm 898, khi Lý Khắc Dụng xem xét hòa bình với Chu Toàn Trung, ông ta đã viết thư cho Vương Dung và nhờ Vương Dung làm trung gian giữa hai bên, song Chu Toàn Trung sau đó đã cự tuyệt lời đề nghị của Lý Khắc Dụng. Cũng trong năm đó, Đường Chiêu Tông ban cho Vương Dung chức vụ danh dự là Trung thư lệnh.
Năm 900, khi Chu Toàn Trung phái bộ tướng Cát Tòng Chu đi đánh Nghĩa Xương do Lưu Thủ Văn cai quản, Cát Tòng Chu thoạt đầu giành chiến thắng trước Lưu Thủ Văn, song sau khi Vương Dung phái sứ giả đến hòa giải và Cát Tòng Chu gặp phải các trận mưa lớn, Chu Toàn Trung đã triệu hồi Cát Tòng Chu và quân sĩ.
Tuy nhiên, Chu Toàn Trung sau đó đã quyết định tiến công Vương Dung vì Vương Dung giao thiệp với Lý Khắc Dụng. Chu Toàn Trung tiếp cận và tiến công Trấn châu, phóng hỏa đốt nam môn. Vương Dung lo sợ, khiển Chu Thức (周式) đi cầu xin Chu Toàn Trung, nói rằng Vương Dung đánh cuộc với Lý Khắc Dụng để có được hòa bình và rằng người dân Thành Đức đã trung thành với gia tộc họ Vương trong nhiều đời và sẽ chiến đấu hết mình vì Vương Dung. Chu Toàn Trung chấp thuận hòa bình, song buộc Vương Dung phải cử trưởng tử là Vương Chiêu Tộ (王昭祚) và con của nhiều quan lại Thành Đức đến Tuyên Vũ làm con tin; Vương Dung cũng bị buộc phải dâng một lượng lớn lụa. Chu Toàn Trung sau đó triệt thoái, gả một nữ nhi của mình cho Vương Chiêu Tộ. Từ đó, Vương Dung trở thành một chư hầu của Chu Toàn Trung.

### Quy phục Chu Toàn Trung
Sau khi Vương Dung chấp thuận trở thành chư hầu của Chu Toàn Trung, Thành Đức phán quan Trương Trạch (張澤) đã chỉ ra rằng Nghĩa Vũ và Lữ Long vẫn còn liên hệ với Hà Đông, và rằng Thành Đức nên tiếp tục suy tính về việc sẽ bị các quân này hợp binh tiến đánh. Trương Trạch đề xuất rằng Vương Dung hãy thuyết phục Chu Toàn Trung công chiếm Nghĩa Vũ và Lữ Long. Vương Dung sau đó đã lệnh cho Chu Thức đệ trình đề xuất này cho Chu Toàn Trung, Chu Toàn Trung phái bộ tướng là Trương Tồn Kính (張存敬) tiến về phía bắc đánh Lữ Long và Nghĩa Xương trước, chiếm được Doanh châu (瀛州), Cảnh châu (景州), và Mạc châu (莫州). Tuy nhiên, sau khi sau khi không thể tiến đánh U châu vì gặp phải ngập lụt, Trương Tồn Kính đã tiến về phía tây đánh Nghĩa Vũ, Vương Cáo chiến bại và phải chạy trốn. Dư bộ của Nghĩa Vũ ủng hộ Vương Xử Trực trở thành người kế nhiệm Vương Cáo, và sau đó Vương Xử Trực đã thuyết phục Chu Toàn Trung triệt thoái khi chấp thuận quy phục.
Năm 903, sau khi Thôi Dận và Chu Toàn Trung hợp lực đồ sát các hoạn quan tại Trường An, Vương Dung nhận được chiếu chỉ phải tuyển 50 hoạn giả tại Thành Đức và đưa đến Trường An làm nô bộc, lý do là vì người Thành Đức được đánh giá thâm hậu và có tính cẩn trọng, thật thà.
Sau khi buộc Đường Chiêu Tông phải dời đô từ Trường An đến Lạc Dương, rồi ám sát Đường Chiêu Tông, Chu Toàn Trung đã buộc Đường Ai Đế phải thiện nhượng cho mình vào năm 907, khởi đầu nhà Hậu Lương và trở thành Hậu Lương Thái Tổ. Vương Dung đã công nhận Chu Toàn Trung là Thiên tử, trong khi Thành Đức được đổi tên thành Vũ Thuận (武順) do húy kỵ cha của Chu Toàn Trung là Chu Thành (朱誠)..

## Chư hầu của Hậu Lương
Sau khi tức vị, Hậu Lương Thái Tổ phong cho Vương Dung tước hiệu Triệu vương. Hậu Lương Thái Tổ cũng cho Vương Dung thủ chức Thái sư. Mặc dù Vũ Thuận và Nghĩa Vũ theo truyền thống từ thời trung Đường và hậu Đường nên từ chối nộp thuế cho triều đình Hậu Lương, song Vương Dung và Vương Xử Trực thường xuyên triều cống.
Năm 910, Hà thị qua đời, Hậu Lương Thái Tổ đã phái sứ giả đến điếu và phục quan cho Vương Dung (sau thời gian để tang). Các tiết độ sứ lân cận cũng cử người đến điếu, trong đó có Tấn vương Lý Tồn Úc- người từ chối công nhận thẩm quyền của hoàng đế Hậu Lương. Khi sứ giả Hậu Lương tình cờ trông thấy sứ giả Tấn, ông ta đã sửng sốt. Sau khi trở về kinh thành của Hậu Lương, vị sứ giả này đã thông báo sự việc cho Hậu Lương Thái Tổ và trình bày nghi ngờ của mình rằng Vương Dung và Vương Xử Trực bí mật liên kết với Tấn. Do Nghiệp vương La Thiệu Uy mới qua đời, Hậu Lương Thái Tổ muốn nhân cơ hội này để đoạt quyền kiểm soát thực tế với Ngụy Bác, Vũ Thuận và Nghĩa Vũ.
Đến mùa đông năm 910, Yên vương Lưu Thủ Quang giả bộ tiến công Nghĩa Vũ, Hậu Lương Thái Tổ phái Đỗ Đình Ẩn (杜廷隱) và Đinh Diên Huy (丁延徽) đem quân Ngụy Bác tiến về phía bắc, đến Thâm châu (深州) và Ký châu (冀州) của Vũ Thuận, tuyên bố là đến giúp Vũ Thuận và Nghĩa Vũ chống lại cuộc tiến công của Lưu Thủ Quang. Bộ tướng của Vương Dung là Thạch Công Lập (石公立) khi đó đang trấn thủ Thâm châu, người này nghi ngờ về ý định của quân Hậu Lương nên đã đề xuất với Vương Dung rằng ông nên từ chối đề nghị giúp đỡ. Vương Dung không muốn tạo thêm bất kỳ tranh chấp nào giữa mình và Hậu Lương nên đã lệnh cho Thạch Công Lập rút quân khỏi Thâm châu. Tuy nhiên, ngay sau đó, Đỗ Đình Ẩn và Đinh Diên Huy đã tương ứng đoạt lấy Thâm châu và Ký châu, đồ sát toàn bộ binh sĩ Vũ Thuận còn ở lại, và bố trí phòng thủ để đợi Vương Cảnh Nhân đem đại quân Hậu Lương tiến đến. Vương Dung lệnh cho Thạch Công Lập tiến công quân Hậu Lương, song không thể nhanh chóng tái chiếm hai châu. Sau đó, Vương Dung cầu viện Lưu Thủ Quang (bị từ chối) và Lý Tồn Úc (được chấp thuận). Lý Tồn Úc lập tức tiến quân, khiển Chấn Vũ tiết độ sứ Chu Đức Uy đem quân tiến đến trước còn mình thì đi phía sau, tiến đến Trấn châu để cứu viện Vương Dung. Từ thời điểm này, Vũ Thuận (đổi lại tên thành Thành Đức) và Nghĩa Vũ ly khai Hậu Lương và khôi phục sử dụng niên hiệu "Thiên Hựu" của nhà Đường, và trên thực tế trở thành các thực thể hoàn toàn độc lập.

## Đồng minh với Tấn
Hậu Lương Thái Tổ tiếp tục phái Vương Cảnh Nhân tiến đến Trấn châu khi hay tin quân Tấn tiến đến Triệu châu của Triệu. Sau một số cuộc giao tranh nhỏ, liên quân Tấn-Triệu và quân Hậu Lương giao chiến tại Bá Hương vào mùa xuân năm 911. Tình thế thoạt đầu bất phân thắng bại, song sau khi Vương Cảnh Nhân phạm sai lầm khi chuyển một bộ phận quân lính về phía sau, tướng Tấn Lý Tự Nguyên đã lừa quân Hậu Lương tin rằng Vương Cảnh Nhân đã chạy trốn, khiến quân Hậu Lương rối loạn và bị liên quân Tấn-Triệu đồ sát. Khi hay tin Vương Cảnh Nhân chiến bại, Đỗ Đình Ẩn và Đinh Diên Huy đã bỏ Thâm châu và Ký châu, đem những người trưởng thành khỏe mạnh đi theo họ và sát hại số dân còn lại. Lý Tồn Úc đã truy kích, trong một thời gian ngắn đã bao vây thủ phủ Ngụy châu của Ngụy Bác, song vì lo ngại rằng Lưu Thủ Quang sẽ tiến công từ phía sau nên đã triệu thoái và trở về Triệu. Khi Lý Tồn Úc và Vương Dung gặp mặt nhau, họ gọi nhau là "thúc phụ", Lý Tồn Úc còn hứa hẹn sẽ gả một vương nữ của mình cho vương tử Vương Chiêu Hối (王昭誨) của Vương Dung. Vương Dung cũng khiển con nuôi Trương Đức Minh cùng với 37 đội quân của Triệu theo Lý Tồn Úc chinh thảo trong những năm tiếp theo.
Khi hay tin Hậu Lương chiến bại, Lưu Thủ Quang đã tính đến chuyện xưng đế. Lưu Thủ Quang khiển sứ giả đến chỗ Vương Dung và Vương Xử Trực, yêu cầu họ ủng hộ để Thủ Quang nhận được tước Thượng phụ. Khi Vương Dung báo việc này cho Lý Tồn Úc, thoạt đầu Lý Tồn Úc muốn tiến công Lưu Thủ Quang ngay tức khắc, song các tướng Tấn cho rằng khi Lưu Thủ Quang nhận được tước đó thì sẽ trở nên ngạo mạn và dễ đánh bại hơn. Do đó, Lý Tồn Úc đã cùng với Vương Dung, Vương Xử Trực, và ba tiết độ sứ khác để tiến cử Lưu Thủ Quang giữ chức Thượng thư lệnh, Thượng phụ. Đối mặt với sự việc này, hoàng đế Hậu Lương đã cố gắng giữ Lưu Thủ Quang làm chư hầu trên danh nghĩa bằng việc bổ nhiệm Lưu Thủ Quang là Thái phóng sứ. Sau đó, Lưu Thủ Quang vẫn xưng là Yên Đế.
Năm 912, Chu Đức Uy thống soái quân Tấn, Vương Đức Minh thống soái quân Triệu, Trình Nham (程巖) thống soái quân Nghĩa Vũ, đã hội quân tại Dịch Thủy  để bắt đầu tiến công Yên. Liên quân nhanh chóng tiến đến U châu và bao vây thành. Lưu Thủ Quang cầu viện Hậu Lương, Hậu Lương Thái Tổ vẫn quyết định đem một quân tiến về phía bắc cứu viện. Quân Hậu Lương chiếm được thành Tảo Cường của Triệu và đồ sát dân chúng. Tuy nhiên, Hậu Lương Thái Tổ sau đó bị các tướng Tấn là Sử Kiến Đường (史建瑭) và Lý Tự Quăng (李嗣肱) nhiều lần phục kích, Hậu Lương Thái Tổ nhận định rằng sắp phải đương đầu với một cuộc tiến công từ Tấn nên đã chạy trốn, từ bỏ việc cứu viện Lưu Thủ Quang.
Vào mùa đông năm 912, mặc dù Chu Đức Uy vẫn đang bao vây U châu, Vương Đức Minh đã trở về lãnh thổ Triệu và tiến công Ngụy Bác của Hậu Lương. Vương Đức Minh chiến bại trước tướng Hậu Lương Dương Sư Hậu, và đến mùa xuân năm 913, Dương Sư Hậu tiến sâu vào lãnh thổ Triệu, bao vây Hạ Bác. Vương Dung cầu viện khẩn cấp Chu Đức Uy, người này đã khiển Lý Thiệu Hành (李紹衡) đến điểm hẹn với Vương Đức Minh để hội quân kháng Hậu Lương, quân Hậu Lương sau đó dời khỏi lãnh thổ Triệu.
Cũng trong năm 913, sau khi Lý Tồn Úc đích thân đến U châu và đánh bại Lưu Thủ Quang, theo thỉnh cầu của Vương Xử Trực và Vương Dung, Lý Tồn Úc đã diễu hành mừng thắng lợi qua Nghĩa Vũ và Thành Đức, trước khi trở về kinh thành Thái Nguyên của Tấn. (Khi Lý Tồn Úc tới Trấn châu, theo thỉnh cầu của Vương Dung, Lý Tồn Úc đã cởi bỏ xiềng xích cho Lưu Thủ Quang và Lưu Nhân Cung trong một thời gian ngắn và cho phép Vương Dung thiết tiệc hai người này như là khách.) Trong khi đó, các quân sư của Vương Dung đã chỉ ra rằng tước Thượng thư lệnh mà Hậu Lương ban cho ông đã không còn phù hợp vì trên danh nghĩa Triệu vẫn thuộc lãnh thổ Đường và không có quan lại nào của Đường dám giữ tước hiệu này do Đường Thái Tông đã từng mang tước hiệu này khi còn là Tấn vương. Theo đề xuất của các quân sư, Vương Dung đề xuất nhượng lại tước hiệu này cho Lý Tồn Úc, Lý Tồn Úc chấp thuận và sau đó bắt đầu tổ chức một triều đình thực tế y theo thời Đường Thái Tông còn là Tấn vương.
Vào mùa hè năm 914, Vương Dung và Chu Đức Huy hợp binh tiến công Hình châu, song sau các thất bại ban đầu trước Dương Sư Hậu, liên quân triệt thoái.

## Thất bại và bị giết
Thời gian trôi qua, Vương Dung giành được lòng trung thành của người dân Triệu, và ông sống một cách xa hoa, xây dựng nhiều trang viên để tiêu khiển. (Khi Hà thị còn sống, bà đã kiềm chế khuynh hướng hoang phí của ông, song sau khi bà qua đời, các khuynh hướng này có xu hướng phát triển.) Ông không chú ý đến việc trị quốc, và giao phó các vấn đề này cho thuộc cấp, đặc biệt là hành quân tư mã Lý Ái (李藹) và hoạn giả Lý Hoằng Quy (李弘規). Ông cũng giành nhiều thời gian cúng tế Phật và các thần thánh Đạo giáo, giảng kinh Phật, cũng như luyện tiên đan. Phí tổn tăng lên, và người dân bắt đầu phải chịu cảnh sưu cao thuế nặng. Đặc biệt, ông thích đến thăm quán của mình trên vùng núi phía tây thành Trấn châu; trong chuyến đi, ông thường đem theo khoảng 1 vạn quân để bảo vệ mình, tiếp tục làm trầm trọng thêm tình hình chi tiêu và khiến quân lính mệt mỏi. Trong khi đó, do muốn Vương Đức Minh thống soái thân quân, Vương Dung đã triệu hồi Vương Đức Minh và khiển Phù Tập (符習) đi chỉ huy quân Triệu trong các chiến dịch của Lý Tồn Úc.
Vào mùa đông năm 920, khi Vương Dung đến vùng Tây Sơn, Lý Hoằng Quy đã tâu rằng nếu thường xuyên dành thời gian ở xa trị sở thì Vương Dung có nguy cơ phải đối mặt với binh biến, và cũng không thể hiện đủ mối quan tâm đối với các chiến dịch chống Hậu Lương do Lý Tồn Úc đích thân tiến hành. Thoạt đầu, Vương Dung đồng ý và trở về Trấn châu, song một hoạn giả khác là Thạch Hi Mông (石希蒙) đã buộc tội Lý Hoằng Quy nói những điều giả dối khiến Vương Dung hoang mang. Vương Dung đồng ý với ý kiến của Thạch Hi Mông và do đó quyết định ở lại quán và không nói khi nào sẽ trở về Trấn châu. Sau đó, Lý Hoằng Quy đã khiển Tô Hán Hành (蘇漢衡) đưa thân quân vào trong quán để thể hiện sự bất bình của họ. Khi Vương Dung không nghe theo, các binh sĩ đã giết chết Thạch Hi Mông. Vương Dung giận dữ và lo sợ, ngay lập tức trở về trị sở tại Trấn châu. Đêm hôm đó, Vương Dung khiển Vương Chiêu Tộ và Vương Đức Minh đồ sát Lý Hoằng Quy cùng Lý Ái và gia quyến của họ, 10 gia tộc khác có liên đới với Lý Hoằng Quy và Lý Ái, bao gồm cả họ Tô, cũng bị giết. Nhiều cộng sự của Tô Hán Hành bị bắt giữ, khiến quân đội có cảm giác bị khủng bố.
Sau khi Lý Hoằng Quy và Lý Ái bị giết, Vương Dung giao phó quốc sự cho Vương Chiêu Tộ. Tuy nhiên, Vương Chiêu Tộ lại có ngạo mạn và tàn nhẫn với các binh sĩ, giết chết nhiều cộng sự của Lý Hoằng Quy. 500 binh sĩ do Lý Hoằng Quy chỉ huy dự tính đào ngũ, song không đủ kiên quyết để làm vậy. Khi đó, Vương Dung ngẫu nhiên khao thưởng binh sĩ bằng tiền bạc, song lại không ban thưởng cho các binh sĩ thân quân vì họ đã giết Thạch Hi Mông, khiến thân quân càng trở nên lo sợ. Vương Đức Minh lúc này đã dự tính quay sang phản lại dưỡng phụ, vì thế ông ta đã thông tin sai cho thân quân rằng Vương Dung có kế hoạch đồ sát bọn họ, thân quân vì thế càng giận dữ và sợ hãi.
Vào một đêm mùa xuân năm 921, khi các binh sĩ thân quân đang ăn tiệc, một người trong số họ nói rằng anh ta biết Vương Đức Minh đang suy nghĩ điều gì, và rằng họ nên nổi dậy. Các binh sĩ khác chấp thuận và họ tiến vào quân phủ. Khi đó, Vương Dung đang tiến hành một nghi lễ cúng tế Đạo giáo, hai binh sĩ xông vào lấy thủ cấp của ông. Quân hiệu Trương Hữu Thuận (張友順) sau đó đến phủ đệ của Vương Đức Minh, thúc giục người này tiếp nhận quyền cai quản quân, Vương Đức Minh chấp thuận. Vương Đức Minh cải nguyên danh là Trương Văn Lễ, sau đó đồ sát gia tộc của Vương Dung, chỉ tha cho vợ của Vương Chiêu Tộ (là Phổ Ninh công chúa của Hậu Lương Thái Tổ), song cam kết trung thành với Lý Tồn Úc.